# Brawl Brothers
Brawl Brothers, llançat en Japó com Rushing Beat Ran (ラッシング・ビート 乱　複製都市, Rasshingu Bito Ran Fukusei Toshi, "La ciutat dels clons") és un Beat'em up de desplaçament lateral per a la Super Nintendo, el segon joc en la sèrie Rushing Beat el qual és similar a Final Fight. El primer joc va ser llançat en EUA com Rival Turf. Com en Final Fight, el jugador ha de caminar de costat i lluitar contra dolents per diverses etapes. Seguit als suplements de menjar per a la salut general, el jugador també pot arreplegar armes, com pals, pistoles, magranes i Eixes coses. Una Mode Enutjat especial dona als lluitadors ferits un esclat d'energia. Es poden triar un de cinc personatges Hack el lluitador del carrer, Slash l'oficial de policia, Lord J el mestre de karate, Kazan el ninja, i, Wendy la lluitadora professional. El joc va ser seguit pel llançament de The Peace Keepers.
Aquest joc és únic en el sentit que aquest és l'únic joc de Super NES que té codificades ambdues versions (la nord-americana i la japonesa) en el mateix cartutx, similar a alguns cartutxos de Sega Mega Drive o Sega Master System. A diferència d'eixos cartutxos, no obstant això, la versió japonesa pot ser accedida per un codi. Quan el logotip de Jaleco apareix, aquest pot ser accedit pressionant repetidament B, A, X, I en aqueix ordre. Llavors, s'apareixerà una pantalla fallada semblant al titule del joc. Només s'ha d'introduir a la pantalla d'opcions i eixir. El títol japonès (Rushing Beat Ran) apareixerà. Les diferències entre aquest i les versions nord-americanes són els noms dels personatges, un dels atacs del personatge (una puntada en l'engonal en comptes d'un ensopec) i la manca d'escenaris tipus laberint.